# Бабкин, Вячеслав Степанович
Вячеслав Степанович Бабкин (2 апреля 1935 — 5 марта 2017) — российский учёный, доктор физико-математических наук, профессор, заведующий лабораторией физики и химии горения газов Института кинетики и горения Сибирского отделения РАН (Новосибирск). Заслуженный деятель науки Российской Федерации (2007).

## Биография
С 1960 г. работает в Институте кинетики и горения Сибирского отделения АН СССР (Новосибирск): младший, старший, главный научный сотрудник.
Предложил новые методы определения фундаментальных показателей процесса горения газов — нормальной скорости распространения пламени, давления взрыва и скорости его нарастания и др.
Совместно со специалистами ВНИИПО (Баратов А. Н. и др.) создал конвективную теорию пределов распространения пламени, разработал новые методы и устройство для их определения (установка «Предел»).
На базе его исследований в области скорости распространения пламени, давления взрыва и скорости его нарастания разработаны основные принципы категорирования объектов по пожаровзрывоопасности. Исследования использовались при разработке нормативных документов: ОНТП 21-86 и НПБ 105-95.
Кандидат технических наук (1965, тема диссертации «Исследование нормальных скоростей распространения пламени при высоких давлениях». Доктор физико-математических наук (1993, тема диссертации «Фильтрационное горение газов»). Профессор.
Умер 5 марта 2017 года. Похоронен на Южном кладбище Новосибирска.

## Публикации
Опубликовал более 150 научных трудов, получил 10 авторских свидетельств на изобретения.

Книги:
- «Процессы горения газа в ограниченных объемах» [Текст] / В. С. Бабкин, П. К. Сеначин ; Министерство образования и науки Российской Федерации, Алтайский государственный технический университет им. И. И. Ползунова, Институт химической кинетики и горения им. В. В. Воеводского СО РАН, Институт теплофзики им. С.С. Кутателадзе СО РАН. - Барнаул : Изд-во АлтГТУ, 2017. - 143 с. : ил.; 24 см.; ISBN 978-5-7568-1094-3
- «Внутренний взрыв газа в вентилируемых системах» [Текст] : [монография] / Р. Х. Абдуллин, В. С. Бабкин, П. К. Сеначин ; Ин-т хим. кинетики и горения СО РАН, Ин-т теплофизики им. С. С. Кутателадзе СО РАН, Алтайский гос. технический ун-т им. И. И. Ползунова. — Барнаул : ОАО «Алтайский дом печати», 2007. — 103 с. : ил., табл.; 26 см; ISBN 978-5-98550-062-2

### Список статей
Список статей в журналах: Список публикаций на Google Scholar

## Награды
Заслуженный деятель науки Российской Федерации (2007).

### Фотогалерея
- фото
- фото